# Project Soli
Project Soli, es un proyecto de Google ATAP que tiene como finalidad conseguir que los gestos de, por ejemplo, nuestras manos y dedos, sean poderosos a la hora de controlar elementos, sin la necesidad de tocarlos, simplemente realizando el movimiento justo; Project Soli utiliza un tipo de espectro de radiofrecuencias para rastrear los gestos que realizamos y permite interactuar con dispositivos IoT.
Project Soli planea implementar un sistema de reconocimiento de gestos basado en un radar miniaturizado, que trabaja a una frecuencia de 60 GHz con una longitud de onda de cinco milímetros, y un alcance que va desde los 0.05 hasta los 5 metros. La señal de 60 GHz posee la resolución adecuada para detectar hasta los más pequeños movimientos en los dedos del usuario, y con la ayuda de cuatro receptores, su plataforma de hardware actual puede lidiar con aquellos detalles de ruido y pérdida de precisión.

## Características
- Puede monitorizar movimientos milimétricos con una gran velocidad y precisión.
- Trabaja con el espectro de 60GHz y es tan pequeño como una tarjeta SD.
- Tiene la forma de un chip.
- Puede ser producido a escala.
- Puede ser usado incluso en dispositivos wearable de pequeño tamaño.
- Emite una señal y detecta con mucha precisión los cambios que generan los movimientos de los dedos - 10.000 registros por segundo.[3]